# Begleri

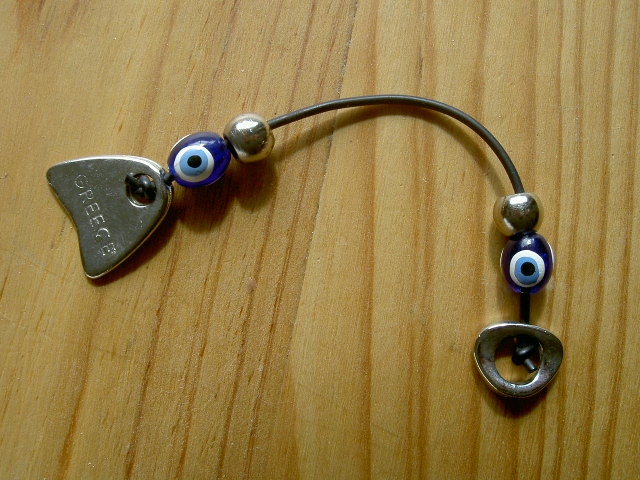
Un begleri moderno, notar que está decorado con dos nazar.

El begleri (en griego μπεγλέρι) es un juguete griego con cuentas, una variante del kombolói. Su diferencia es que las cuentas no ocupan toda la longitud de la cuerda, sino que están situadas en los extremos y pueden desplazarse por el cordón. En origen se componía de 16 perlas y no tenía pompón. La etimología proviene de beglerízō (μπεγλερίζω), que significaría algo así como "agitar los dados".

Desde los años 1990, el begleri tiene únicamente dos cuentas y el cordón no forma un collar, sino que está abierto. Actualmente suele contener varias perlas.
Merced a su centro de masas variable, se usa en varios juegos malabares consistentes en girarlo entre los dedos y es habitual ver a los jóvenes griegos haciendo trucos con ellos en cafés mientras matan el tiempo.